# Eblisia pagana
Eblisia pagana är en skalbaggsart som beskrevs av Lewis 1902. Eblisia pagana ingår i släktet Eblisia och familjen stumpbaggar. Inga underarter finns listade i Catalogue of Life.